# Свадьба принцессы Маргарет и Энтони Армстронг-Джонса
Бракосочетание принцессы Маргарет и Энтони Армстронг-Джонса состоялось 6 мая 1960 года в Вестминстерском аббатстве. Это была первая свадьба в истории британского королевского дома, которую транслировали по телевидению; её посмотрели приблизительно 300 миллионов зрителей. На церемонии присутствовали все Виндзоры во главе с королевой Елизаветой II (сестрой невесты) и её мужем Филиппом, герцогом Эдинбургским. Армстронг-Джонс спустя год получил титул графа Сноудона. В 1978 году супруги развелись, но до этого родились двое детей, Дэвид и Сара, так что Армстронг-Джонсы стали частью высшей британской аристократии.

## Церемония
Младшая сестра британской королевы Елизаветы II принцесса Маргарет познакомилась с фотографом Энтони Армстронг-Джонсом в 1958 году. 26 февраля 1960 года было официально объявлено о помолвке. 6 мая того же года в Вестминстерском аббатстве состоялось венчание. Церемонию провели архиепископ Кентерберийский Джеффри Фишер и декан Вестминстера Эрик Эббот. Это было первое бракосочетание в истории британского королевского дома, транслировавшееся по телевидению, и трансляцию смотрели приблизительно 300 миллионов человек.
Шафером жениха был доктор Роджер Джиллиатт. В числе восьми подружек невесты были её племянница принцесса Анна, дочери маркиза Абергавенни, виконта де Веси, лорда Невилла. На церемонию пришли все члены британского королевского дома, включая королеву-мать, правящую королеву и её мужа, а также королева Дании, наследный принц Баденский, принц Карл Гессенский, премьер-министр Великобритании Гарольд Макмиллан, государственный секретарь по иностранным делам Селвин Ллойд, бывший премьер-министр сэр Уинстон Черчилль. Поскольку в Лондоне в это время проходила 10-я конференция премьер-министров стран Британского содружества, на свадьбе присутствовали главы правительств Канады, Австралии, Новой Зеландии, Индии, Ганы, президент Пакистана.
После свадьбы молодожёны отправились на Карибы, где провели шесть недель. Впоследствии выяснилось, что как раз во время этого медового месяца у Армстронг-Джонса родилась внебрачная дочь Полли (матерью ребёнка стала Камилла Фрай, жена Джереми Фрая). 6 октября 1961 года королева пожаловала своему зятю титулы графа Сноудона и виконта Линли. Принцесса Маргарет родила в браке двух детей, Дэвида (1961) и Сару (1964).
В 1976 году супруги расстались, в 1978 году официально развелись, причём Армстронг-Джонс в том же году женился повторно — на Люси Линдси-Хогг.